# Hongrin
Der Hongrin ist ein rund 20 km langer linker Nebenfluss der Saane (französisch Sarine) in den Schweizer Kantonen Waadt und Freiburg. Er entwässert einen Abschnitt der Waadtländer Voralpen und gehört zum Einzugsbereich des Rheins.

## Name
Der Fluss wurde erstmals 1294 als „Ongrim“ erwähnt, 1392 als „Ongrin“; im 18. Jahrhundert herrschte die Bezeichnung „Longrin“ vor. Der Name leitet sich von der indoeuropäischen Wurzel enq- bzw. onq- ab, was seufzen oder stöhnen bedeutet.

## Geographie

### Verlauf
Das Quellgebiet des Hongrin befindet sich im Kanton Waadt auf dem Gemeindeboden von Ormont-Dessous im Berggebiet östlich des Col des Mosses. Der Hongrin entfliesst dem Lac Lioson, einem Bergsee auf 1848 m ü. M. in einer Mulde am Nordwesthang des Châtillon.
Auf dem ersten Kilometer überwindet der Bergbach eine Höhendifferenz von 350 m, dann wendet er sich nach Nordwesten und erreicht die breite, teilweise moorige Talfurche, die von der Passstrasse über den Col des Mosses benutzt wird.
Beim Dorf La Lécherette beschreibt der Hongrin einen Bogen und fliesst nach Westen in einen Talkessel, der im Norden von den Gipfeln des Planachaux und der Monts Chevreuils, im Süden vom Mont d’Or flankiert wird. Hier wird er seit 1969 im Lac de l’Hongrin aufgestaut, dessen Wasseroberfläche bei Vollstau auf 1255 m ü. M. liegt. Der See greift mit verschiedenen Seitenarmen in die Täler seines Einzugsgebietes aus. Von Südwesten mündet hier der Bach Petit Hongrin, der im Gebiet nördlich der Tour de Mayen entspringt.
Das Hongrin-Tal setzt sich unterhalb der Bogenstaumauer des Stausees nach Nordwesten fort, ist in diesem Abschnitt sehr abgelegen und weist nur wenige Alphöfe auf. Es ist nun tief eingeschnitten in die Gipfel der Waadtländer Alpen und weist in rascher Abfolge Engstellen (harte Kalkgesteinsschichten) und Talweiten (weichere mergelige oder tonige Gesteine) auf. Nordöstlich der Rochers de Naye tritt der Hongrin auf Freiburger Kantonsgebiet über und wendet sich nach Norden. Er fliesst in einem Kerbtal unterhalb von Col de Jaman und Cape au Moine westlich sowie der Dent de Corjon östlich, bis er die Talschaft der Haute-Gruyère erreicht und unterhalb von Montbovon auf 774 m ü. M. in die Saane mündet, die hier zum See von Lessoc aufgestaut ist.

### Einzugsgebiet
Das 81,77 km² grosse Einzugsgebiet des Hongrin liegt in den Freiburger Alpen und wird durch ihn über Saane, die Aare und den Rhein zur Nordsee entwässert.
Es besteht zu 37,7 % aus bestockter Fläche, zu 45,0 % aus Landwirtschaftsfläche, zu 1,9 % aus Siedlungsfläche und zu 15,4 % aus unproduktiven Flächen.
Die Flächenverteilung
Die mittlere Höhe des Einzugsgebietes beträgt 1490,5 m ü. M.

### Seen

#### Lac Lioson
Der Lac Lioson ist ein 7 ha grosser Gebirgsee, der in der Nähe des Col des Mosses im Gebiet der Gemeinde Ormont-Dessous und im Areal des Parc naturel régional Gruyère Pays-d’Enhaut liegt.

#### Lac de l’Hongrin
Der Lac de l’Hongrin ist ein 1,6 km² grosser Stausee in den Gemeinden Château-d’Oex und Ormont-Dessous.

## Hydrologie
An der Mündung des Hongrin in die Saane beträgt seine modellierte mittlere Abflussmenge (MQ) 2,96 m³/s und sein Abflussregimetyp ist nival de transition.
Der  modellierte monatliche mittlere Abfluss (MQ) des Hongrin in m³/s

## Natur und Umwelt
Fast der gesamte Flusslauf des Hongrin (mit Ausnahme des Bereiches beim Stausee) ist in natürlichem oder naturnahem Zustand erhalten.

## Verkehr
Durch das untere Hongrin-Tal verläuft der Streckenabschnitt der Montreux-Berner Oberland-Bahn (MOB; frz. Chemin de fer Montreux-Oberland bernois) zwischen Montbovon und dem Jaman-Tunnel.